# ペンシルベニア大通り

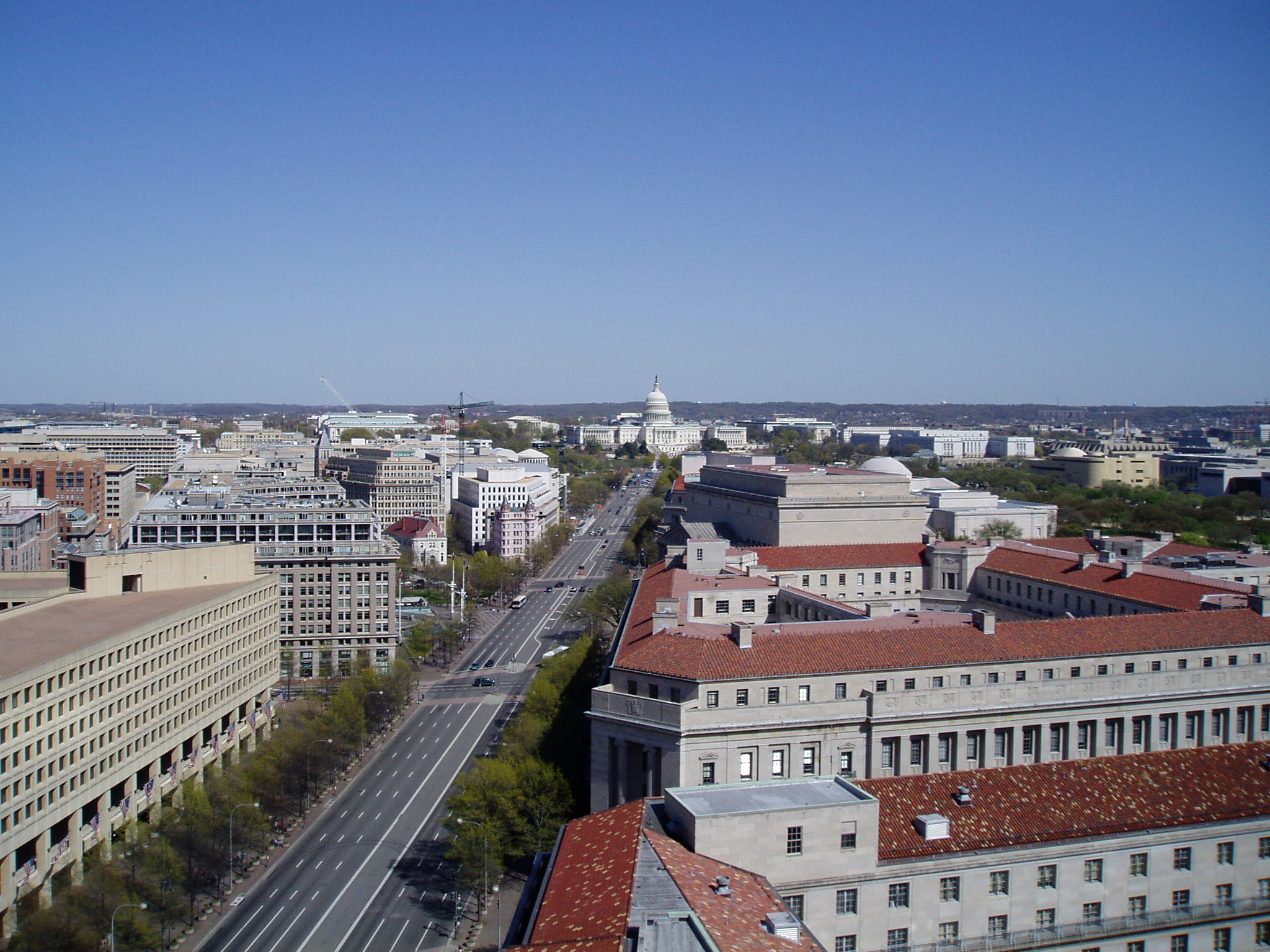
ペンシルベニア大通りを西から東へ見る

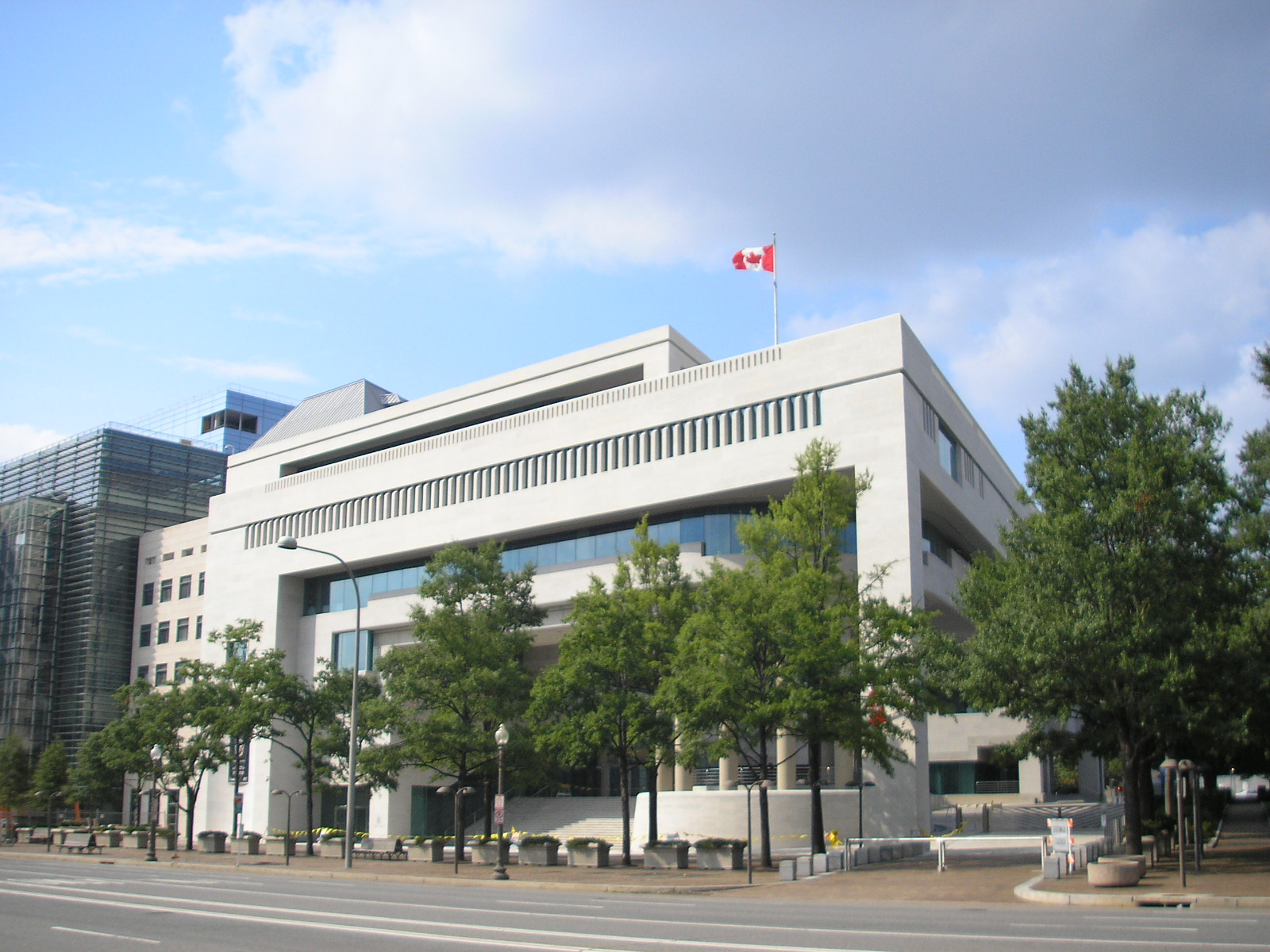
カナダ大使館

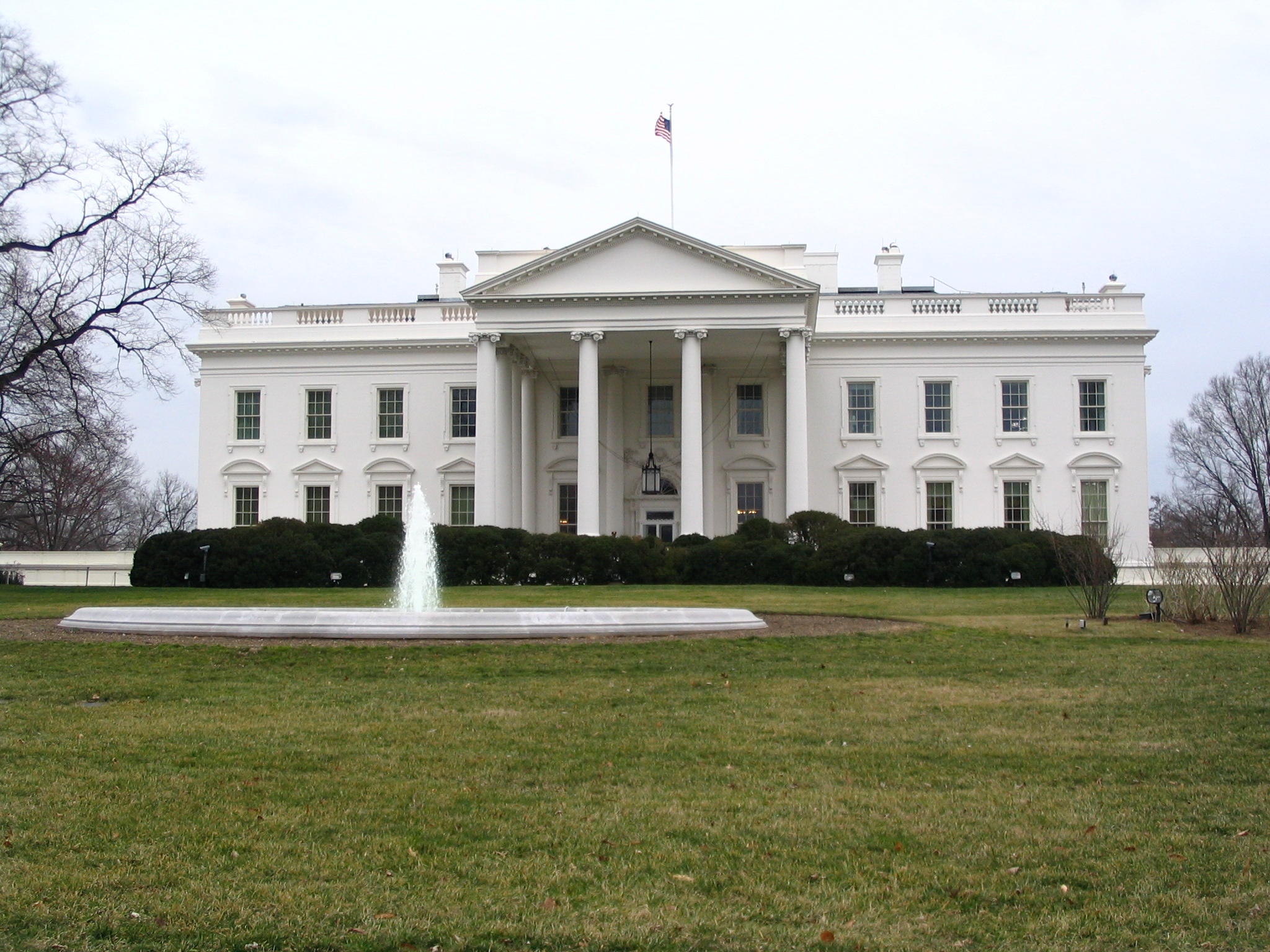
ホワイトハウス：ペンシルベニア大通り1600号

ペンシルベニア大通り（ペンシルベニアおおどおり、英語: Pennsylvania Avenue）は、アメリカ合衆国の首都・ワシントンD.C.の街路で、この都市のメインストリートである。合衆国議会議事堂とホワイトハウスを結んでいて、国民のパレード、あるいはデモなどでなじみの街路である。

## 道路
ペンシルベニア大通りは首都・ワシントンD.C.にあるメインストリートで、全長9.7km（6マイル）である。ただし議事堂からホワイトハウスは1.9km（1.2マイル）で、東へメリーランド州、西へヴァージニア州へも続いている。

## 短史
ペンシルベニア大通りはピエール・シャルル・ランファンの首都建設計画の中でも、最も早く建設された通りのひとつだった。なぜ「ペンシルベニア」という名称かについては、首都はもともとペンシルベニア州フィラデルフィアにあったのを取り上げたので、その代償にこの名を使ったという説がある。
1832年にマカダム（砕石の上にタールを敷く方式）で舗装して、その後敷石、木のブロックといろいろ試されたが、1876年にアスファルト舗装になった。最近ではバラク・オバマ大統領の2回目の大統領就任式前の2012年11月に、再舗装されている。

## 通りに添って
東から西へ向かって、次のような建物、広場などを通過する： 
| - ジョン・フィリップ・スーザ橋（英語: John Philip Sousa Bridge） - バーニー・サークル（英語: Barney Circle） - アメリカ合衆国議会議事堂 - 平和紀念碑 (ワシントンD.C.)（英語: Peace Monument） - ナショナル・ギャラリー - ジョン・マーシャル公園（英語: John Marshall Park） - カナダ大使館 - ニュージアム - 連邦取引委員会 - 国立公文書ビル（英語: National Archives Building） - 米国海軍紀念館（英語: United States Navy Memorial） - ジョン・エドガー・フーヴァー・ビル（FBI本部） - ロバート・ケネディー司法省ビル（アメリカ合衆国司法省本部） - トランプ・インターナショナル・ホテル (ワシントンD.C.) - 旧郵政局パビリオン（英語: Old Post Office Pavilion） - ロナルド・レーガン・ビルディング | - ジョン・A・ウィルソン・ビル（英語: John A. Wilson Building） - 自由広場 (ワシントンD.C.)（英語: Freedom Plaza）) - パーシング公園（英語: Pershing Park） - 財務省ビル (ワシントンD.C.)（英語: Treasury Building (Washington, D.C.)） - ホワイトハウス - ラファイエット公園（英語: Lafayette Park, Washington, D.C.） - ブレアハウス - レンウィック美術館（英語: Renwick Gallery） - ワールド・バンク - メキシコ大使館 - ジョージ・ワシントン大学 - 国際金融公社 - ワシントン・サークル（英語: Washington Circle） - スペイン大使館 - ロッククリーク公園（英語: Rock Creek Park） - ジョージタウン |

## パレードとデモ
アメリカ合衆国を代表する道路として、大統領就任式後のパレード、世の中に注視してもらいたい賛成・反対のデモなどがペンシルベニア大通りで行われる。

## 参照項目
- 大通り#世界の主要大通り
- ワシントンD.C.